# خشکه‌داران
خشکه‌داران یک اثر طبیعی ملی ایران است که در استان مازندران در ایران قرار دارد. این اثر طبیعی ملی طبق مصوبهٔ شمارهٔ ۵۳۶ در تاریخ ۱۳۶۶/۰۶/۲۰ در فهرست مناطق تحت حفاظت سازمان محیط زیست ایران قرار گرفت.